# Alulatettix angustivertex
Alulatettix angustivertex är en insektsart som beskrevs av Tsai, M. och Jengtze Yang 2005. Alulatettix angustivertex ingår i släktet Alulatettix och familjen torngräshoppor. Inga underarter finns listade i Catalogue of Life.